# Genista tyrrhena
La ginestra del mar Tirreno (Genista tyrrhena Vals., 1986) è una pianta appartenente alla famiglia delle Fabacee, originaria delle Isole Eolie in Sicilia e delle Isole Pontine nel Lazio. È diffusa anche in Campania.

## Descrizione
Ha un portamento cespuglioso e può raggiungere un'altezza fino a 4 metri, con rami robusti. La fioritura avviene tra marzo e maggio (a seconda della sottospecie), con fiori di colore giallo o arancione.

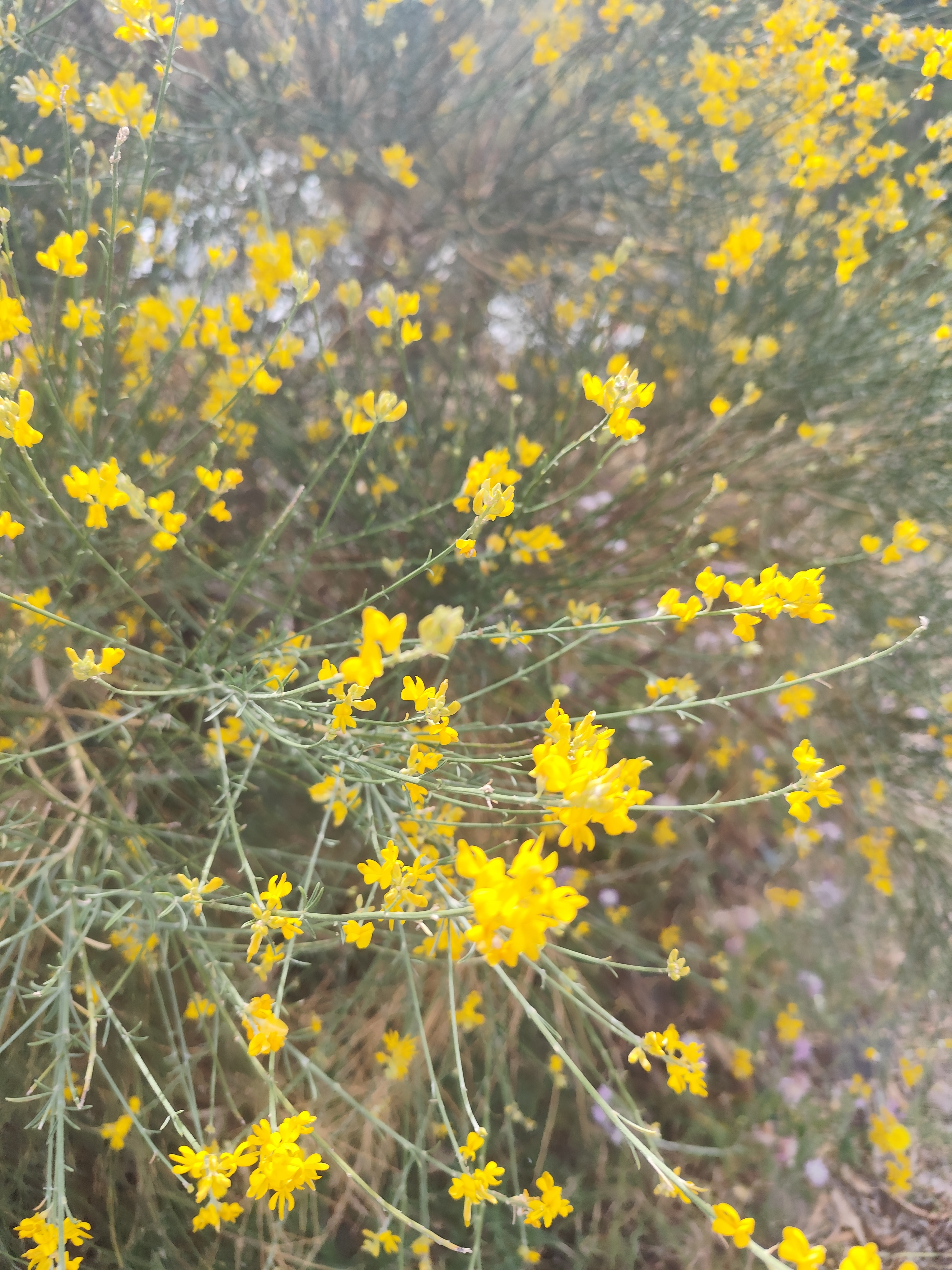
Genista tyrrhena

## Distribuzione e habitat
Genista tyrrhena è un endemismo italiano che si sviluppa su rocce di origine lavica, condizione che la rende una pianta pioniera in questi ambienti estremi. Caratterizza la vegetazione nativa delle isole Eolie e delle isole Pontine, ma è stata introdotta anche in Campania e in Corsica. È una specie che si trova generalmente tra 0 e 200 metri sul livello del mare. 

## Tassonomia
Attualmente si riconoscono due sottospecie:
- Genista tyrrhena subsp. pontiana Brullo & De Marco (isole Pontine)
- Genista tyrrhena subsp. tyrrhena Vals. (isole Eolie)